# Mohak 1
Mohak 1 ist ein osttimoresischer Ort im Suco Leohito (Verwaltungsamt Balibo, Gemeinde Bobonaro). Als Hauptort des Sucos wird er auch Leohito genannt. 

## Geographie und Einrichtungen
Mohak 1 liegt in einer Meereshöhe von 462 m im Zentrum der Aldeia Mohak. Durch den Ort führt die Hauptstraße, die den Suco durchquert. Nördlich von Mohak 1 zweigt eine weitere Straße nach Balibo ab. Südöstlich liegt der Ort Mohak 2, nordöstlich das Dorf Mohak 3. An den Orten vorbei fließt der Tishun, ein kleiner Wasserlauf, der bei Mohak 1 den etwa 10 Meter hohen Tishun-Wasserfall bildet. Südlich steigt das Land zum Nualain auf 605 m an. Nordwestlich erhebt sich der Taruik Aidele (697 m).
In Mohak 1 befinden sich neben dem Sitz des Sucos eine Kapelle, eine Grundschule, ein Hospital und ein Stützpunkt der Unidade de Patrulhamento de Fronteira (UPF), der Grenzpolizei.

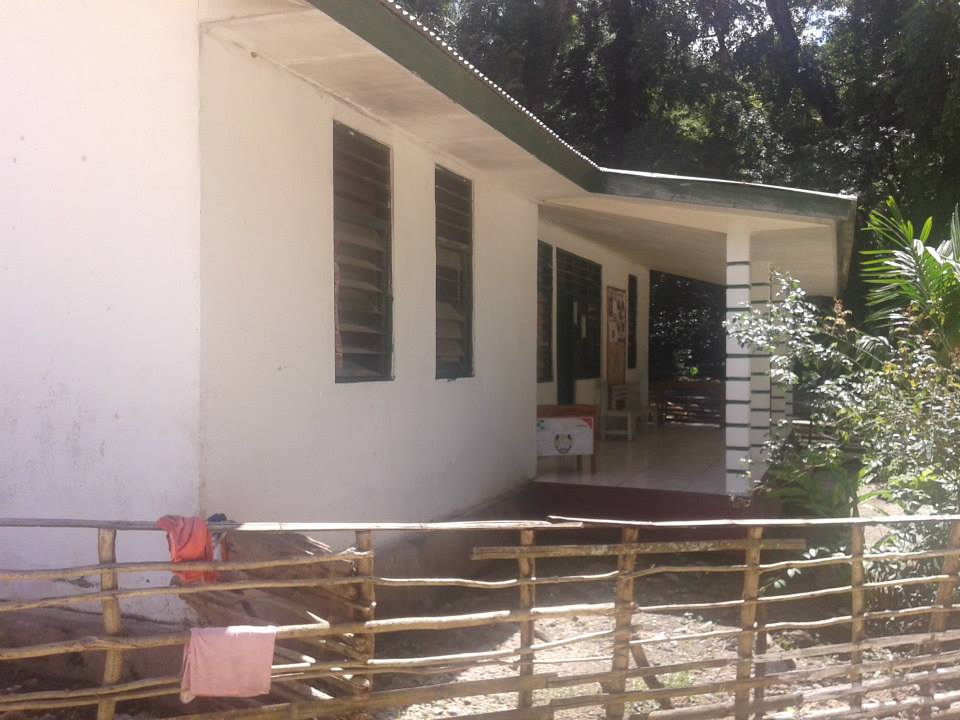
Hospital
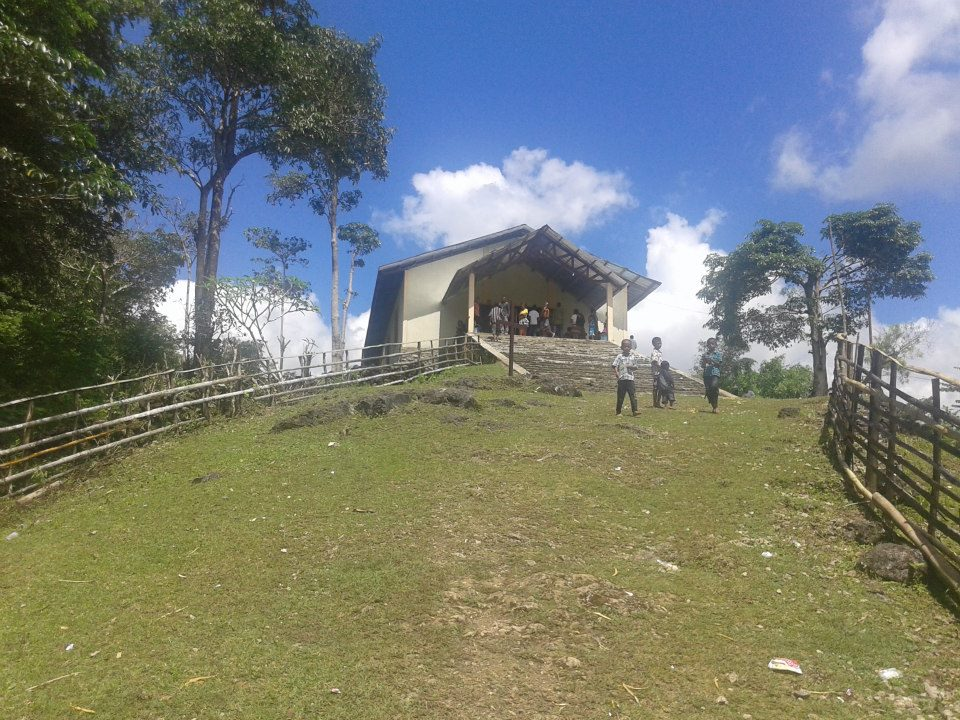
Kirche von Mohak 1
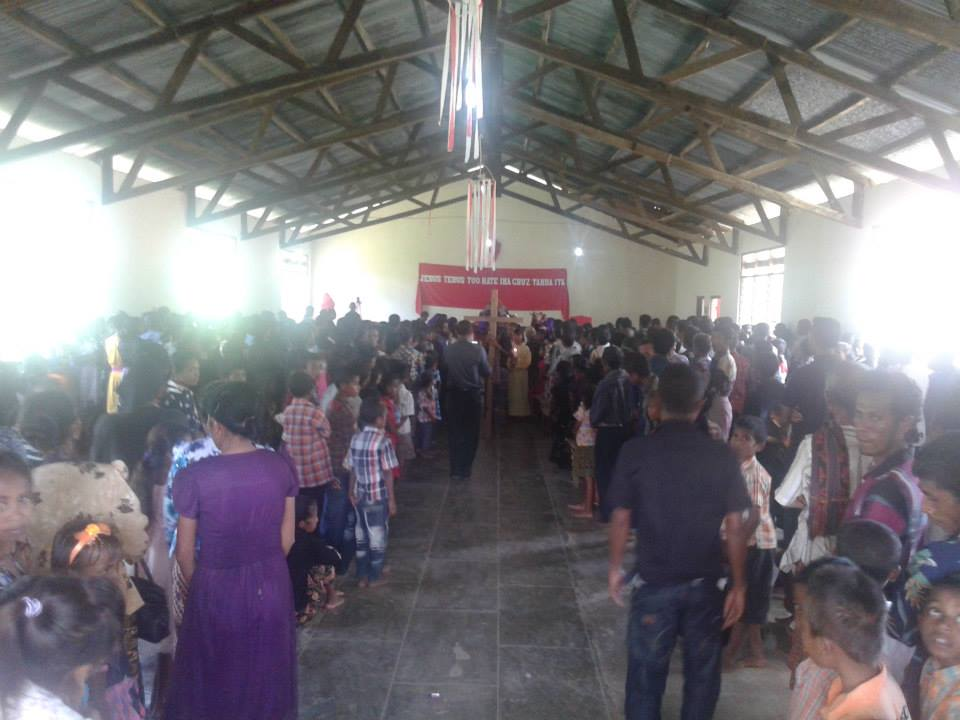
Karfreitag in der Kirche (2014)